# 張健 (詩人)
張健（1939年12月15日—2018年12月16日），浙江嘉善人，是臺灣詩人、散文家、學者，筆名有張虔、吳生、嘉山等。

## 生平
1939年出生於浙江嘉善縣。國立臺灣師範大學文學士畢業，國立台灣大學文學碩士。歷任國立台灣大學、中國文化大學專任教授、國立中山大學、淡江大學、彰化師範大學、台北藝術大學兼任教授；武漢中南財經大學、香港新亞研究所、珠海大學、馬來西亞新紀元學院客座教授；中央研究院中國文哲研究所訪問學人、嶺南學院訪問教授、《中國時報》專欄作家、藍星詩社主編。曾任中華民國比較文學學會理事與監事、《藍星詩刊》主編、《海洋詩刊》主編、《現代文學》編輯委員、中國青年寫作協會理監事、東方詩話學會創會理事、世界華文詩人協會理事等。作品曾獲中華民國新詩學會詩教獎、臺灣省政府新聞處優良著作獎。在大學任教41年，講授現代詩、中國文學批評、小說研究等32門課程。
2007年，曾任高雄文學館駐館作家。
有著作一百多本、一萬多首詩，寫作類別包括詩、小說、散文、評論等。

## 爭議
2023年6月，公共電視前總經理馮賢賢指出，在40多年前，時任臺大中文系教授的張健對她性騷擾，事後向臺大文學院反應，卻等不到調查結果。臺大文學院表示確有此事，向馮賢賢致歉。

## 作品

### 詩集
1. 《山中的菊神》
2. 《敲門的月光》
3. 《草原上的流星》
4. 《屋裡的雪花》
5. 《今晚有盛宴》
6. 《水晶國》
7. 《聖誕紅》
8. 《藍眼睛》
9. 《夜空舞》
10. 《春安大地》
11. 《世紀的長巷》
12. 《藍星詩選》，和羅門合編

### 散文集
1. 《天才的宴會》
2. 《早晨的夢境》
3. 《春風與寒泉》
4. 《評鬼傳》
5. 《流金歲月》

### 學術著作
1. 《袁枚詩新論》
2. 《滄浪詩話研究》五南圖書出版公司1966年7月初版
3. 《文學概論》五南圖書出版公司1983年11月初版一刷，ISBN 978-957-11-0122-4

## 外部連結
- 台灣作家作品目錄資料庫——張健 （页面存档备份，存于）